# Hegenscheidt MFD
Hegenscheidt-MFD ist ein international ausgerichtetes mittelständisches Unternehmen im Bereich Werkzeugmaschinenbau mit dem Unternehmenssitz in Deutschland in der Stadt Erkelenz. In zwei Geschäftsbereichen fertigt und vertreibt das Unternehmen Einzelmaschinen sowie schlüsselfertige Produktionsanlagen für Eisenbahnverkehrsunternehmen und die Automobilindustrie.
Das Unternehmen wurde 1889 durch Wilhelm Hegenscheidt in Ratibor (ehemals Oberschlesien) gegründet. Neben der Herstellung von Eisenwaren begann man die Entwicklung und Herstellung von Werkzeugmaschinen. Insbesondere waren es Radsatzdrehbänke für die Eisenbahnindustrie, auf die sich das Unternehmen schließlich spezialisierte.
Während des Zweiten Weltkrieges wurde der Unternehmenssitz von Ratibor nach Erkelenz verlegt. Schwerpunkt der Geschäftstätigkeiten war weiterhin die Entwicklung, Herstellung und Vertrieb von Radsatzdrehmaschinen und Oberflächen-Feinwalzmaschinen, bei denen die Technologie des Glattwalzens und Rollierens zur Anwendung kam.
Später ab den 1960er Jahren begann das Unternehmen auch die Entwicklung und die Herstellung von Kurbelwellenfestwalzmaschinen. Diese Technologie, die bei der Herstellung von Kurbelwellen u. a. zur Erhöhung der Dauerschwingfestigkeit dieser Bauteile führt, wird weltweit von Herstellern von Otto- und Diesel-Verbrennungsmotoren verwendet. Zur Verstärkung der Präsenz des Unternehmens auf dem nordamerikanischen Kontinent wurde 1966 eine Tochtergesellschaft in Detroit gegründet, von der aus die Motorenhersteller in den USA beliefert und betreut werden. Zur Entwicklung und Herstellung der benötigten Glattwalz- und Rollierwerkzeuge wurde 1969 in Celle das Unternehmen Ecoroll gegründet.
In den 1990er Jahren wurde die Kurbelwellenfestwalztechnologie durch Hegenscheidt zum Fest- und Richtwalzverfahren für Kurbelwellen weiterentwickelt und im Jahre 2002 patentiert.
1995 erwarb der Bahnspezialausrüster Vossloh das Unternehmen Hegenscheidt. Gemeinsam mit dem gleichfalls erworbenen Unternehmen Maschinenfabrik Deutschland (MFD) wurde Hegenscheidt am Standort Erkelenz zur Hegenscheidt-MFD GmbH fusioniert und zusammengeführt. Im Zusammenhang mit dem Verkauf von Hegenscheidt an die Vossloh AG wurde das Unternehmen Ecoroll verkauft. Die Entwicklung und Herstellung der Fest- und Glattwalzwerkzeuge wurde von nun an am Standort Erkelenz konzentriert und speziell für den Einsatz in der Kurbelwellenfertigung weiterentwickelt.
Im Zeitraum ab 1995 wurde das Produktprogramm der Werkzeugmaschinen für den Bereich der Radsatz- und Kurbelwellenbearbeitung modernisiert und um neue Technologien erweitert. Hierzu wurden u. a. die Unterflurradsatzdrehmaschinen mit den Typenbezeichnungen 104, 105 und 106 durch das vollständig neu konstruierte Produkt U2000 ersetzt bzw. ergänzt und das Angebot an Kurbelwellenfest- und richtwalzmaschinen der Typenreihen 7891 und 7892 durch die technologische Weiterentwicklung Typ 7893 erweitert.
Als weitere technologische Entwicklung von Hegenscheidt-MFD ab Mitte der 2000er Jahre sind die Eisenbahninspektionssysteme ARGUS zu nennen. Hierbei handelt es sich um Anlagen zur Messung und Kontrolle von wichtigen Eigenschaften der sich im Einsatz befindlichen Eisenbahnrädern im Durchfahrtbetrieb, u. a. mittels Einsatz von Ultraschallverfahren zur Rissprüfung sowie von Laserlicht und dem Einsatz des Lichtschnittverfahrens zur Durchmesser- und Profilvermessung. Die Anlage lässt sich mittels konfigurierbarer Module für weitere Messaufgaben am Radsatz erweitern, wie z. B. zur Feststellung von Flachstellen und des Rundlaufes.
Im Jahr 2000 meldete das Unternehmen die weltweit einmalige Mobile Radsatzdrehmaschine „Mobiturn“ zum Patent an, die im Gegensatz zu herkömmlichen Radsatzdrehmaschinen nicht mehr ortgebunden zu verwenden ist, sondern an den jeweiligen Einsatzort verbracht werden kann.
Im Jahre 2001 wurde die Hegenscheidt-MFD GmbH durch Hans J. Naumann erworben, der das Unternehmen in die Niles-Simmons-Hegenscheidt Gruppe (NSH), mit Sitz in Chemnitz, integrierte.
Im Anschluss an die erfolgreiche Integration des Unternehmens in die international tätig Niles-Simmons-Hegenscheidt Group (NSH Group) wurde im Zeitraum ab ca. 2001 das Produkt U2000-400 als Alternative zur Unterflurradsatzdrehmaschine Typ 106 zur Bearbeitung von Schienenfahrzeugen mit hohen Achslasten auf Grundlage der Type U2000 weiterentwickelt.
Die Neuentwicklung einer Vertikaldrehmaschine zur Herstellung von Eisenbahnrädern mit der Typenbezeichnung RQQ, auf der Grundlage der durch Hegenscheidt seit den 1960er Jahren angebotenen Typen RBO, RQ und RQQ stellte ab dem Jahr 2004 eine weitere Straffung und Modernisierung desProduktprogramms dar.
Im Zuge der Weiterentwicklung und Optimierung der Kurbelwellenfest- und richtwalzmaschine Typ 7893 wurde ab 2007 der Typ 7895 angeboten. Diese Maschine zeichnet sich durch eine besonders kompakte und servicefreundliche Bauform für die Großserienproduktion aus und ist mit zusätzlichen Messtechnologien zur Inline-Prozessüberwachung ausgerüstet.
Im Jahre 2008 gelang es Hegenscheidt-MFD die Technologie der Glatt- und Festwalztechnik, die ursprünglich für die Herstellung von z. B. Kurbelwellen, Achsschenkeln oder Getriebewellen entwickelt wurde, auch für die Bearbeitung zum Glatt- und Festwalzen von Eisenbahnachsen einzusetzen und hierzu die Maschine Typ 7624 zu entwickeln.
Für die Radsatzbearbeitung von Schienenfahrzeugen mit geringeren Achslasten wurde das Produktsortiment ab dem Jahre 2009 um das neue Produkt U2000-150 erweitert.
Zur Bearbeitung von Grosskurbelwellen wurde ab dem Jahr 2014 die Fest- und RichtwalzmaschineTyp 7625 entwickelt.
Auf der internationalen Leitmesse für Schienenfahrzeugtechnik Innotrans wurde von Hegenscheidt-MFD im Jahr 2018 ein patentiertes Verfahren zur magnetischen Risserkennung an Eisenbahnrädern für den Einsatz im Argus System vorgestellt.
In den Jahren 2009 und 2014 wurden die Anlagen und Gebäude am Standort Erkelenz erweitert. Durch die zunehmende Intensivierung der Geschäftsaktivitäten in Asien stieg der Exportanteil auf etwa 80 Prozent.
Hegenscheidt-MFD erwirtschaftete im Jahr 2019 in Erkelenz mit 530 Mitarbeitern einen Umsatz von 125 Millionen Euro und feierte sein 130-jähriges Jubiläum.